# Stridsfordon 90
O Stridsfordon 90 (Strf 90), conhecido internacionalmente como Combat Vehicle 90 ou CV90, é uma série de veículos de combate de infantaria, blindados e com lagartas, usados pelas Forças Armadas da Suécia. 
Na atualidade, o exército sueco dispõe de cerca de 500 veículos de combate Stridsfordon 90 em diferentes versões.
Tem lagartas e uma torre que pode ser rodada à volta do horizonte. A sua tripulação é composta por um comandante, um condutor e um artilheiro. Pode transportar sete soldados com equipamento de combate. Tem grande mobilidade em terrenos alagados e lamacentos. 
O Stridsfordon 90 foi desenvolvido pela empresa BAE Systems Hägglunds. A versão sueca desse que é o principal veículo de combate de infantaria está equipada com uma torre da Bofors equipada com um canhão automático Bofors de 40 mm. As versões para exportação são equipadas com torres Hägglunds série E, armadas com um canhão automático Bushmaster de 30 mm ou 35 mm.

## Operadores
O carro blindado Stridsfordon 90 é atualmente utilizado por vários países, havendo ainda a registar recentes encomendas de outras nacionalidades. 
- Exército da Suécia
- Exército da Dinamarca
- Exército da Estónia
- Exército dos Países Baixos
- Exército da Noruega
- Exército da Suíça
- Exército da Finlândia
- Exército da Ucrânia

### Galeria

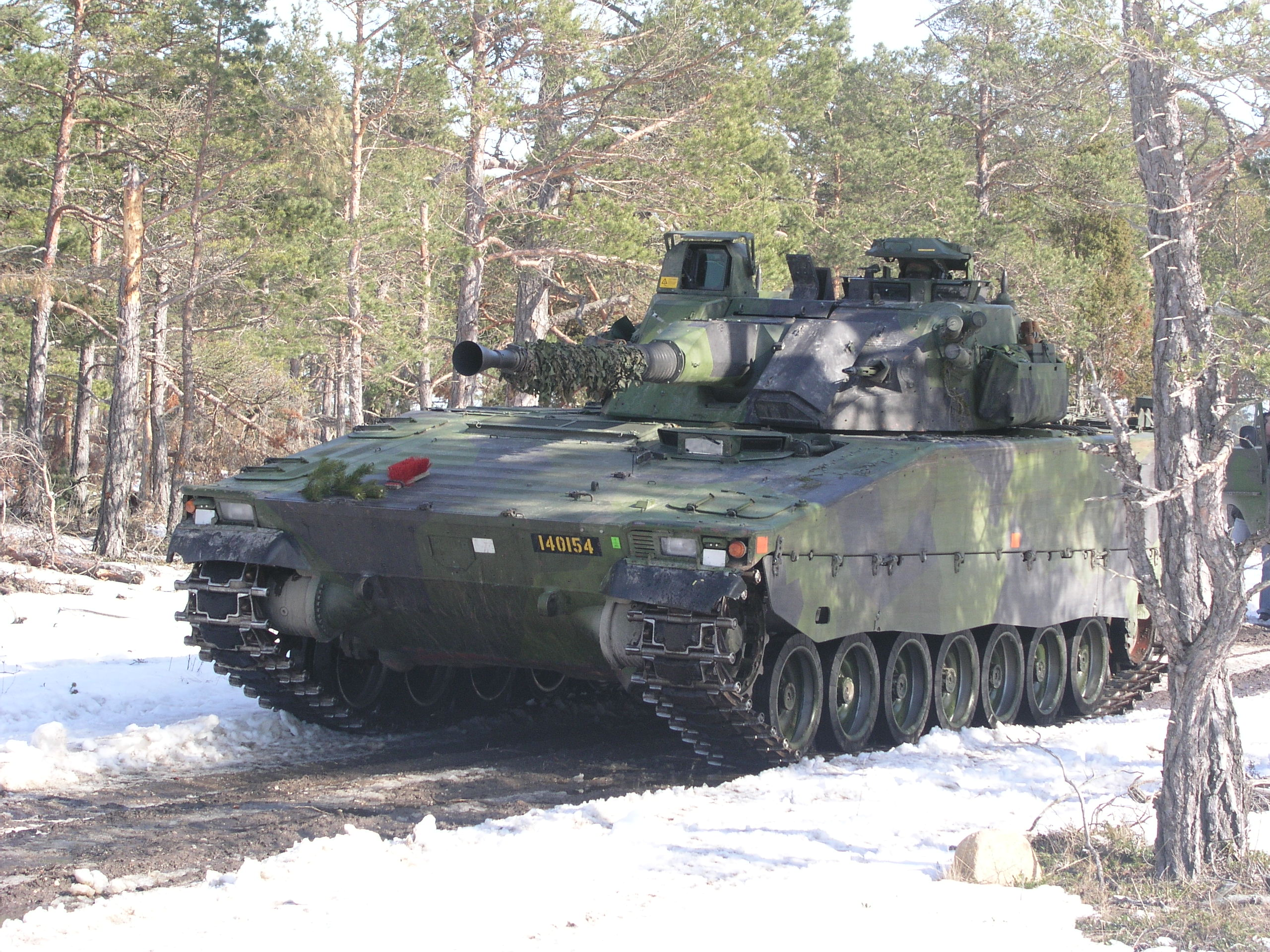
Um CV9040
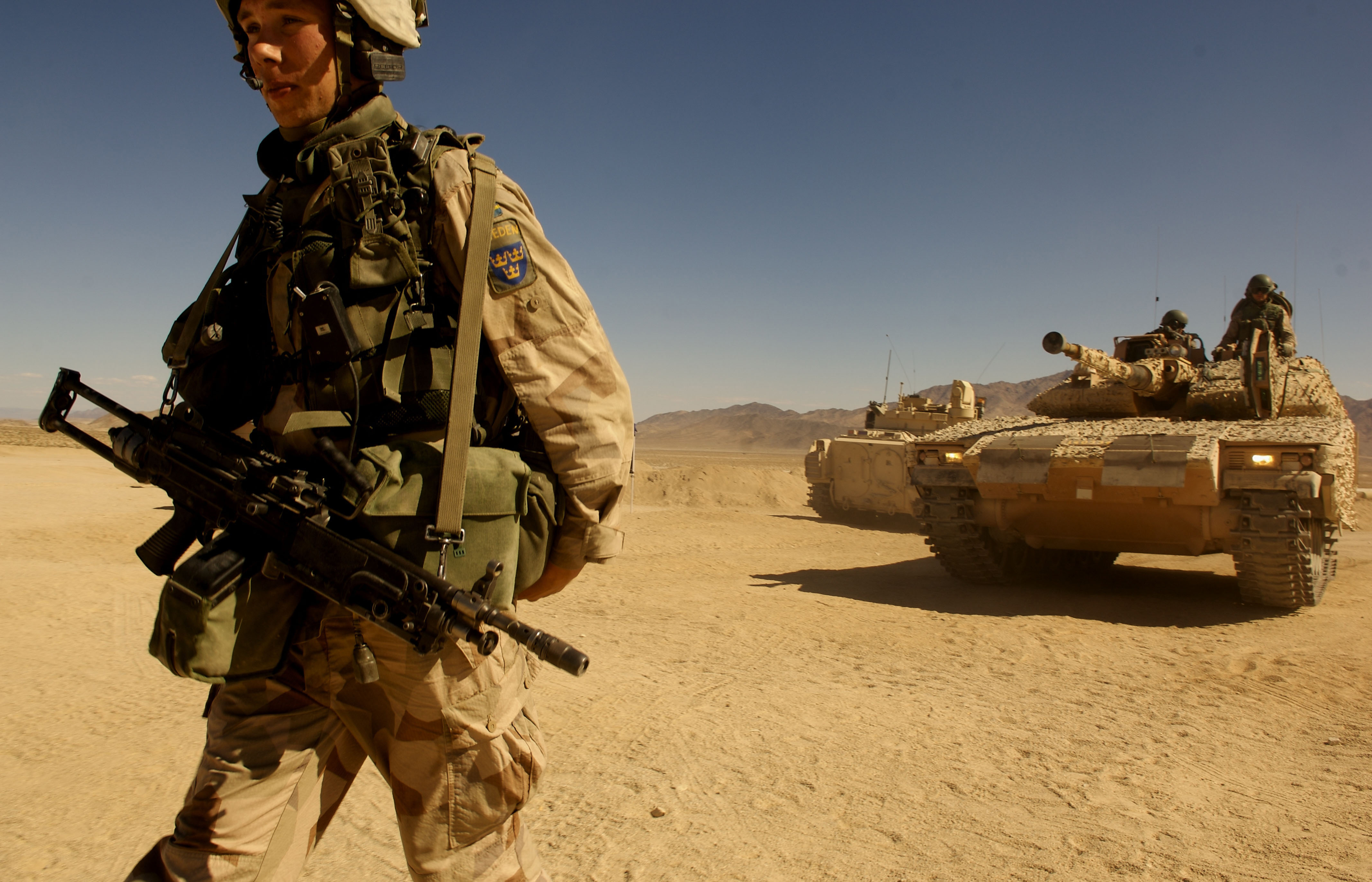
Um CV9040C em exercício nos Estados Unidos
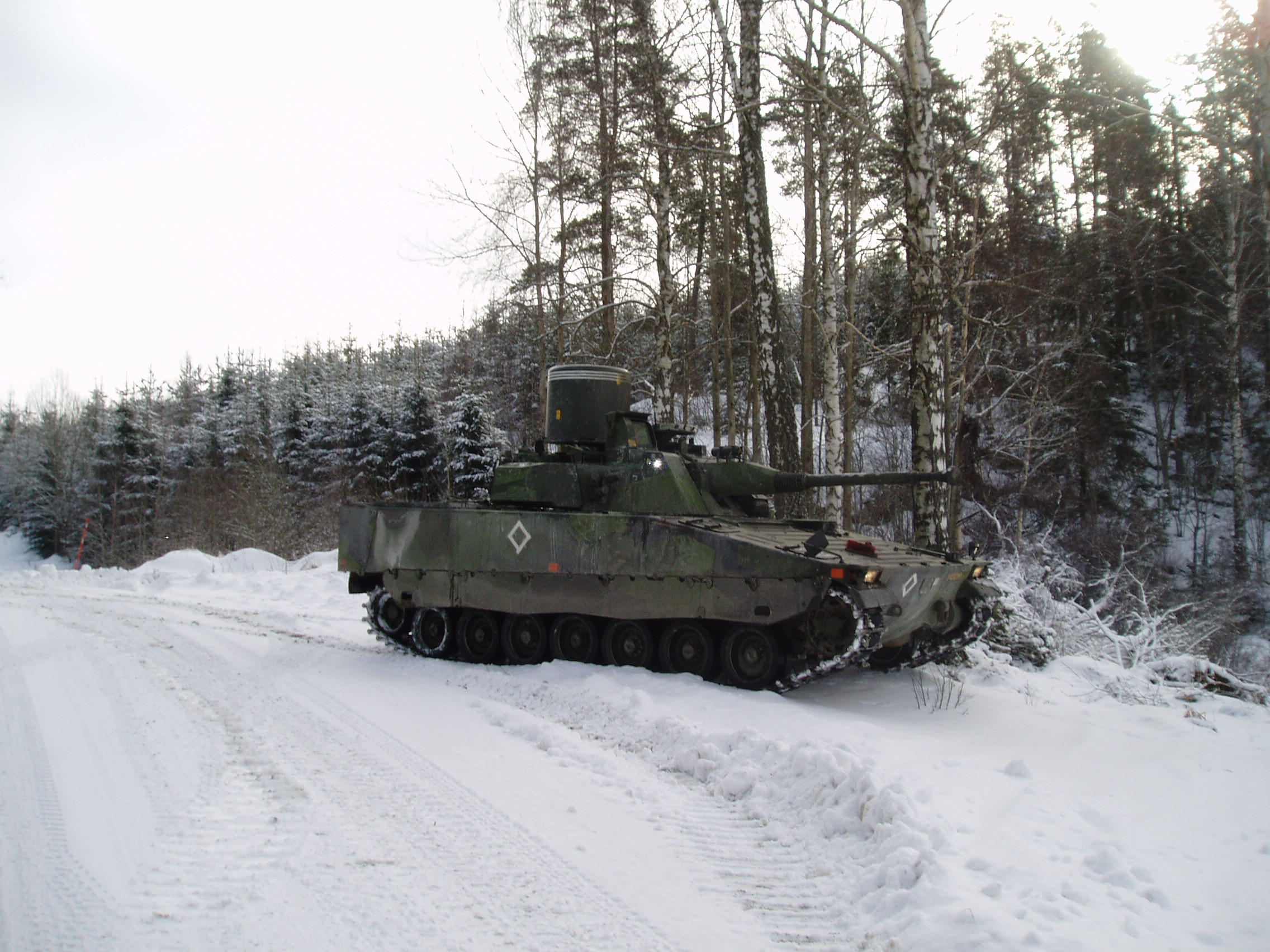
Um CV9040 AAV com canhão antiaéreo
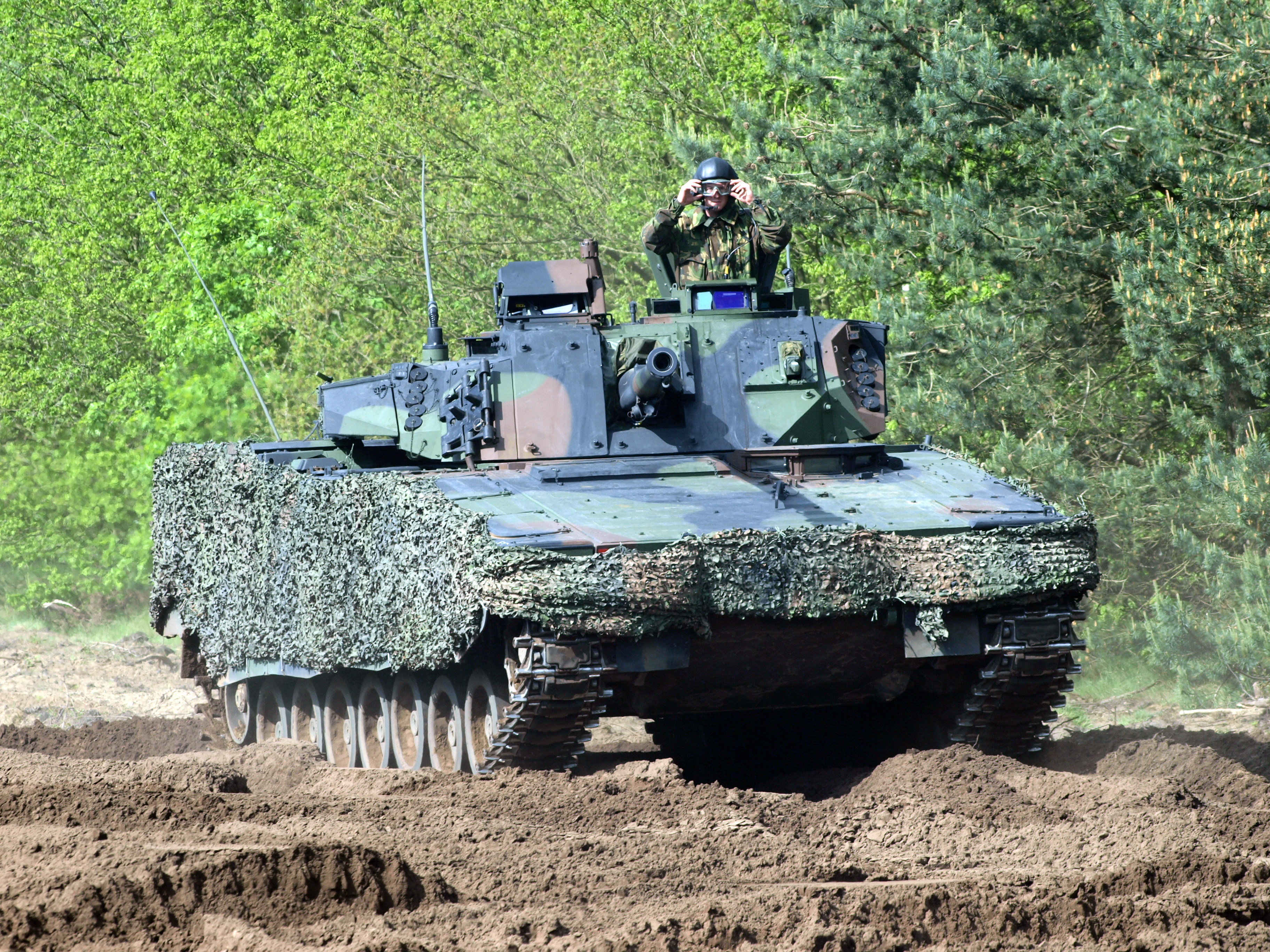
Um CV9035NL (Mk3) holandês com proteção extra